# Сара дель Кампо
Сара дель Кампо Явар (31 грудня 1855 року в Сантьяго — 30 серпня 1942 року в Сантьяго) — перша леді Чилі з 1906 по 1910 рік (у шлюбі з Педро Монттом).
Була дочкою Еварісто дель Кампо Мадаріаги та Антонії Явар Руїс де Кабрери. 3 січня 1881 року одружилася з Педро Монттом. Нащадків не мала.